# Absoluta nollpunkten
Absoluta nollpunkten är den teoretiskt lägsta temperaturen som går att uppnå. Vid denna temperatur når entropin i ett system sitt minimum. Termodynamikens huvudsatser tillåter emellertid inte att ett system når absoluta nollpunkten eftersom detta skulle kräva total frikoppling från övriga universum. 
Ur ett klassiskt perspektiv motsvarar absoluta nollpunkten den temperatur där atomernas och molekylernas vibrationer helt avstannar. Kvantmekaniken förbjuder dock via Heisenbergs osäkerhetsrelation en sådan situation – istället ses absoluta nollpunkten som den temperatur där samtliga partiklar når sin lägsta energi, det vill säga befinner sig i grundtillstånd. 
Internationellt har man definierat absoluta nollpunkten som 0 K på kelvinskalan, eller −273,15 °C på Celsiusskalan. Som utgångspunkt för definitionen har man använt sig av vattnets trippelpunkt vid 0,01 °C (273,16 K). Vetenskapen har nått temperaturer mycket nära absoluta nollpunkten och där observerat kvantmekaniska effekter hos materia som exempelvis supraledning och suprafluiditet.

## Historia

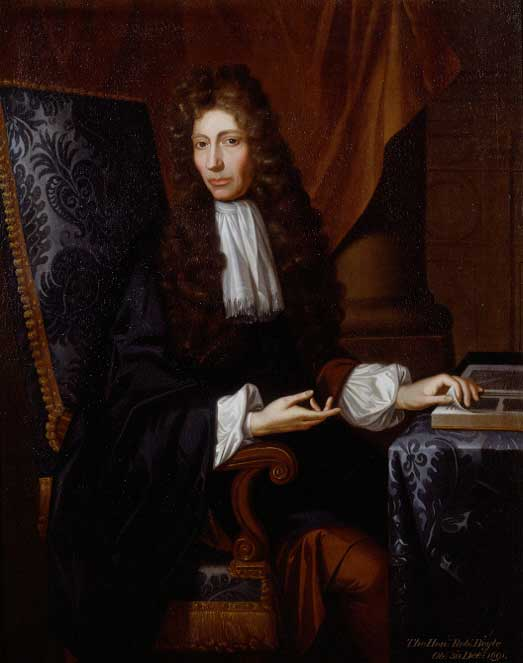
Robert Boyle var en av de första att föreslå att det fanns en absolut nollpunkt.

En av de första att diskutera möjligheten att det fanns en absolut nollpunkt var den irländske naturforskaren Robert Boyle. Han skrev 1665 i New Experiments and Observations touching Cold om något han kallade för primum frigidum (främsta kylan). Tanken hade tidigare diskuterats mellan tidens naturforskare och naturalister. Vissa hävdade att en lägsta temperatur fanns för jord (ett av de fyra så kallade elementen), andra för vatten och för luft. Alla var emellertid rörande överens om att "det finns någon kropp som genom sin natur ytterst är den kallaste, och genom vilken alla andra kroppar kan kylas."

### Nollpunktens temperatur
Ett första försök att bestämma den absoluta nollpunktens placering gjordes 1702 av den franske fysikern Guillaume Amontons i samband med en vidareutveckling av lufttermometern. I Amontons termometer indikerades temperaturen med hjälp av en kvicksilverbarometer som höjdes och sänktes med trycksatt luft vars volym varierade med temperaturen. Han menade att den temperatur där pelarens höjd är noll också måste vara den lägsta temperatur som går att uppnå. På Amontons skala angavs vattnets kokpunkt vid 73 och vattnets smältpunkt vid 51, vilket placerar hans absoluta nollpunkt ungefär vid -240 °C.
Detta värde var en relativt noggrann uppskattning av det vi idag känner som absoluta nollpunkten och ytterligare förbättringar gjordes 1779 av Johann Heinrich Lambert som föreslog att −270 °C bör vara den absoluta nollpunkten.
Dessa värden för den absoluta nollpunkten var emellertid inte allmänt accepterade under den här tiden. I en avhandling om värme 1780 drog Pierre-Simon de Laplace och Antoine Lavoisier slutsatsen att den absoluta nollpunkten troligen ligger mellan 1 500 och 3 000 grader under vattnets fryspunkt, eller åtminstone 600 grader under. John Dalton redovisade i sin Chemical Philosophy tio olika beräkningar för att fastställa nollpunkten och deklarerade sedan −3000 °C som den absoluta nollpunkten.

### Lord Kelvin
Utifrån James Joules idéer om en mekanisk motsvarighet till värme närmade sig William Thomson (Lord Kelvin) frågan på ett helt nytt sätt. 1848 utformade han en absolut temperaturskala som helt baserades på termodynamikens lagar. Denna temperaturskala var oberoende av vilket ämne den användes för och det är utifrån dessa principer som man kunnat fastslå att absoluta nollpunktens temperatur är −273,15 °C, nästan exakt samma temperatur som uppskattades utifrån lufttermometern.
Den ursprungliga utgångspunkten för kelvinskalan var vattnets fryspunkt vid atmosfärstryck, vilket motsvarar 273,15 K (0 °C). Detta var den allmänt accepterade utgångspunkten fram till 1954 då den tionde Allmänna konferensen för mått och vikt beslöt att istället utgå från vattnets trippelpunkt vid 0,01 °C eftersom denna betydligt mer noggrant kan återskapas. Även Celsiusskalan anpassades utifrån detta och den absoluta nollpunkten fastställdes återigen till -273,15 °C, exakt 273,16 grader under vattnets trippelpunkt.

## Forskning

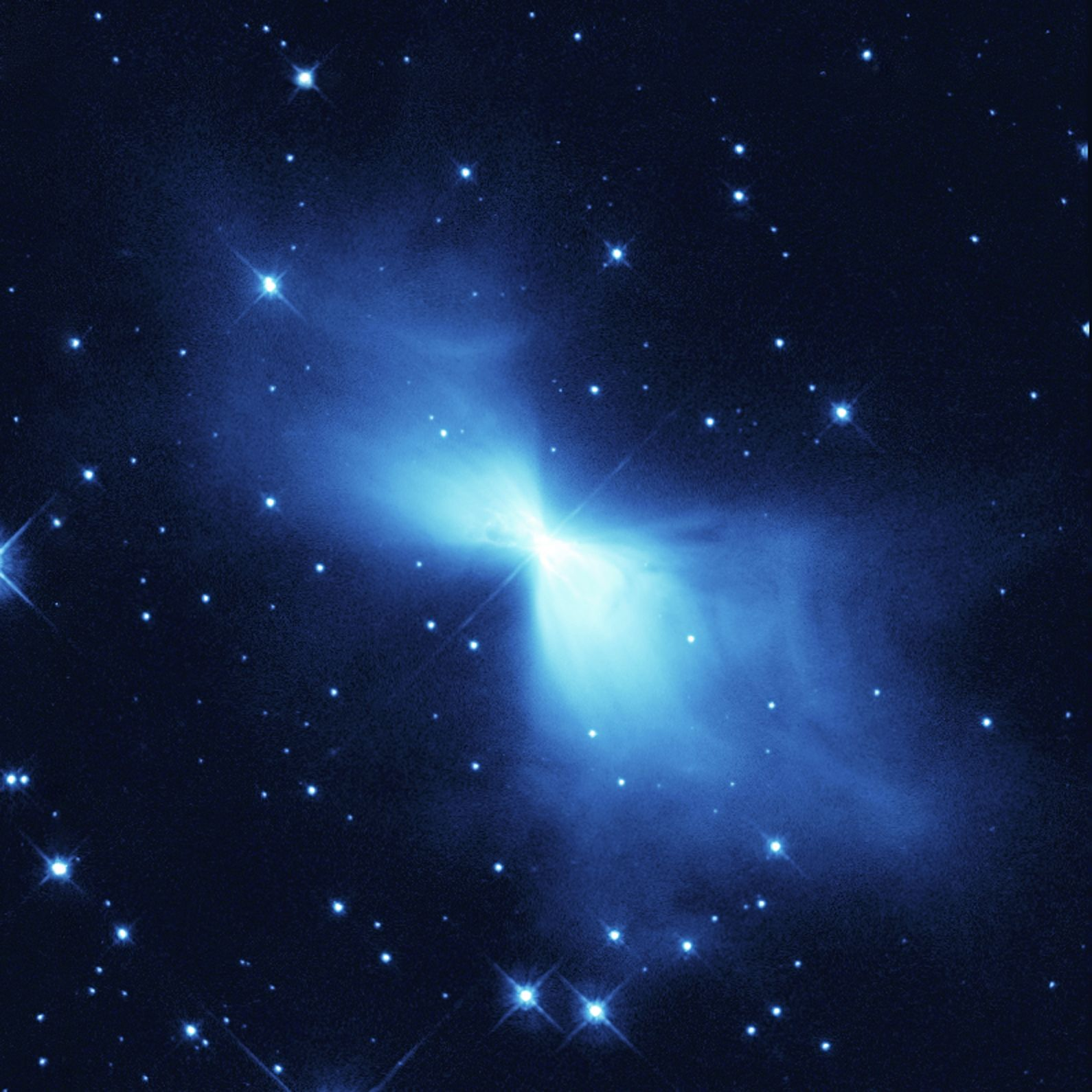
Den ovanligt kraftiga expansionen av gaser i Bumerangnebulosan är orsaken till den lägsta observerade naturliga temperaturen i universum.

Genom beräkningar på kosmisk bakgrundsstrålning har man kunna uppskatta universums genomsnittliga temperatur till 2,73 K, knappt tre kelvin över absoluta nollpunkten.
Det är tekniskt omöjligt att nå absoluta nollpunkten, men genom kryoteknik kan man nå temperaturer mycket nära. Ett sätt att uppnå mycket låga temperaturer är så kallad laserkylning, en teknik som kan sänka temperaturen till en miljarddels kelvin. Vid temperaturer nära absoluta nollpunkten uppvisar materia många ovanliga egenskaper som exempelvis supraledning, suprafluiditet och Bose–Einstein-kondensering. För att kunna studera dessa områden inom fysiken har forskare strävat efter att uppnå allt lägre temperaturer.
- Vid kylning av en bit rodiummetall registrerades 1999 den hittills lägsta temperaturen som uppnåtts, 100 pikokelvin (10-10 K).[8]

- I november 2000 rapporterades kärnspinntemperaturer under 100 pK från laboratoriet för kryoteknik vid Aalto-universitetets tekniska högskola, Finland. Emellertid var detta temperaturen för en specifik frihetsgrad - en kvantegenskap kallad spinn - inte den genomsnittliga absoluta temperaturen för samtliga frihetsgrader.[9][10]

- I februari 2003 observerades att gaser lämnade Bumerangnebulosan med en hastighet på 500 000 km/h, och att detta skett de senaste 1 500 åren. Utifrån astronomiska beräkningar har man därigenom kunnat dra slutsatsen att nebulosan har en temperatur på cirka 1 K. Detta är den lägsta naturliga temperatur som observerats.[11]

- Under 2005-2006 presenterades planer från bland annat Europeiska rymdorganisationen och Hannovers universitet på rymdforskning inom kryotekniken för att nå temperaturer nedåt 10-15 K.[12][13]

## Termodynamik nära nollpunkten
Vid temperaturer nära 0 K upphör nästan all molekylär rörelse och förändringen i entropi (ΔS) närmar sig noll för alla adiabatiska processer. Idealt antar rena ämnen perfekt kristallstruktur då T → 0. Enligt Max Plancks variant av termodynamikens tredje huvudsats upphör all oordning (S=0) vid absoluta nollpunkten. En mindre kontroversiell variant av tredje huvudsatsen, Walther Nernsts värmeteorem, säger emellertid enbart att entropin för en isoterm process närmar sig noll då T → 0:
{\displaystyle \lim _{T\to 0}\Delta S=0}
Kortfattat innebär detta att entropin för en perfekt kristall närmar sig ett konstant värde. Emellertid är Max Plancks variant av tredje huvudsatsen vanligare och allmänt brukar man utifrån tredje huvudsatsen säga att S=0 vid absoluta nollpunkten, något som dock enbart gäller för perfekta kristaller.
Nernsts postulat säger att isotermen T=0 sammanfaller med adiabaten S=0. En egenskap som inte återfinns hos några andra isotermer och adiabater. Eftersom två adiabater aldrig skär varandra kan ingen adiabat heller skära isotermen T=0. Detta innebär att ingen adiabatisk process kan nå absoluta nollpunkten om den inte påbörjats vid just 0 K. 
Ett annat sätt att uttrycka detta är att det är omöjligt att med ett ändligt antal processer sänka temperaturen i ett system till absoluta nollpunkten.
Vid absoluta nollpunkten antar ett ämne sin minst energirika form, en perfekt kristall. En perfekt kristall är en kristall där gitterstrukturen fortsätter oavbrutet i alla riktningar. Perfekt ordning och symmetri längs strukturens tre (vanligtvis inte vinkelräta) axlar. Varje gitterelement i strukturen sitter på rätt plats, oavsett om det är en enskild atom eller en molekylgrupp. En perfekt kristall kan emellertid aldrig existera i praktiken; orenheter har en tendens att "frysas in" i strukturerna vid väldigt låga temperaturer, vilket gör att de mest stabila formerna inte uppnås.
Utifrån Peter Debyes modell är den specifika värmekapaciteten och entropin hos en perfekt kristall proportionell mot T 3, medan entalpin och den kemiska potentialen är proportionell mot T 4. Dessa storheter närmar sig absoluta nollpunkten (T=0) med en hastighet som också närmar sig noll. I själva verket är den specifika värmekapacitet (Cp) lika med noll för samtliga strukturer (inte bara kristaller) vid absoluta nollpunkten. Även detta visar att det är omöjligt att nå absoluta nollpunkten eftersom Cp=0 är ett tillstånd som innebär att det inte skulle krävas någon energi överhuvudtaget för att höja temperaturen.
Den kemiska potentialen beskrivs med Gibbs fria energi (G), vars förhållande till entalpi (H) och entropi (S) är:
{\displaystyle \Delta G=\Delta H-T\Delta S\,}
Utifrån denna formel observeras att ΔG och ΔH närma sig varandra då T närmar sig absoluta nollpunkten (förutsatt att ΔS är begränsad). Genom experiment har man kunnat visa att alla spontana reaktioner påvisar en minskning i G då de närmar sig jämvikt. Om ΔS och/eller T är små och reaktionen är spontan (ΔG < 0) kan ΔH också antas vara negativt, vilket indikerar en exoterm reaktion. Emellertid är så inte alltid fallet; endoterma reaktioner kan ske spontant om termen TΔS är tillräckligt stor.
Lutningen för derivatorna hos ΔG och ΔH löper samman och är båda lika med noll vid T = 0. Detta innebär att ΔG och ΔH har nästan samma värde inom ett givet spann. Detta är bakgrunden till Berthelots och Thomsens empiriska princip att ett system närmar sig det jämviktsläge som utvecklar mest värme, det vill säga en verklig process är den mest exoterma.
En modell som uppskattar egenskaperna hos en elektrongas vid absoluta nollpunkten är fermigas. En intressant observation är att fermitemperaturen hos elektroner, i ett system där den termiska temperaturen är noll, inte är noll. I själva verket har elektronerna väldigt hög hastighet. För ett isolerat system skulle denna egenskap bryta mot rörelsemängdsmomentets bevarande eftersom, då elektronerna interagerar med systemet och det totala rörelsemängdsmomentet är noll kan inte strukturens hastighet också vara noll. Dessutom skulle detta innebära att kärnan hos en kristallstruktur vid absoluta nollpunkten haft oändlig de Broglie-våglängd (då rörelsemomentet närmar sig noll, går våglängden mot oändligheten).

## Bose–Einstein-kondensat
Ett Bose–Einstein-kondensat är ett ovanligt aggregationstillstånd som materia kan övergå till vid extremt låga temperaturer, lägre än ett par miljarddels kelvin.

## Absoluta temperaturskalor
Absolut eller termodynamisk temperatur mäts vanligtvis i SI-enheten kelvin (Celsius-baserad skala) eller i mindre utsträckning Rankine (Fahrenheit-baserad skala). Absolut temperaturmätning bestäms unikt utifrån en multiplikativ konstant som bestämmer storleksordningen på "en grad" på skalan, på detta sätt är förhållandet mellan två absoluta temperaturer, T2/T1, detsamma på alla absoluta temperaturskalor.

## Negativa temperaturer
Vissa halvisolerade system, som exempelvis ett system av icke-interagerade spinn i magnetiskt fält, kan uppvisa negativa temperaturer; trots detta är de faktiskt inte kallare än absoluta nollpunkten. De kan snarare beskrivas som varmare än oändligt hög temperatur, eftersom energi kommer att flöda från ett system med negativ temperatur till ett system med positiv temperatur vid kontakt.